# Na Végre!
A Na Végre! (nyomtatott változat: ISSN 1787-4556, online változat: ISSN 1787-9507) magyar nyelvű, nyomtatott LMBT-magazin volt, amely havonta jelent meg ingyenesen.
Először csak Budapest meleg-szórakozóhelyein volt hozzáférhető, majd 2005 telétől a Lapker Rt. közreműködésével Magyarország más városaiban is. Ez volt a magyarországi LMBT közösség első ingyenes kiadványa.
2001 szeptemberétől 2009 decemberéig jelent meg a Zseb Kiadó Kft. gondozásában; 2007-től, a Mások megszűnése után az egyetlen ilyen kiadványként Magyarországon. Tartalmát hírek, interjúk, publicisztikák, recenziók, reklámok alkották (ez utóbbi 40%-ot tett ki), de tartalmazott angol nyelvű kalauzt is. Az első négy évben A6-os méretben jelent meg 16, 48, majd végül 80 oldalon, 2005 szeptemberében A5-ös méretre váltott: 40 oldalon, 4000 példányban. Az online böngészhető változat 2006-ban született meg. 2009 végén hasonló profilú havilap, a Company váltotta fel.